# Chalukya de Vemulavada
El Chalukyas de Vemulavada foren una dinastia índia que va governar en el modern estat de Telangana entre segles VII i X. La seva capital va ser localitzada a Vemulavada, i eren vassalls dels Rashtrakutes.

## Història
El 966 la inscripció de Parabhani de Arikesari III reclama que la dinastia descendida de la dinastia solar dels Chalukya. No se sap gran cosa sobre els primers governants de la dinastia. La inscripció de Kollapur atribueix diverses victòries militars a Vinayaditya Yuddhamalla (no s'ha de confondre amb el rei Chalukya de Vatapi o Badami, Vinayaditya). Aquestes victòries segons la inscripció van portar a la subjugació de gairebé tot el subcontinent indi, però això sembla una exageració gruixuda. És possible que Vinayaditya fos un feudatari d'un rei potent, i participés en les campanyes militars d'aquest rei. Aquest rei podria haver estat el governant Rashtrakuta Dantidurga, qui fou contemporani de Vinayaditya.
El successor de Vinayaditya, Arikesari, es diu que va conquerir Vengi i Trikalinga. El seu descendent Baddega fou un general distingit que va derrotar el Chalukya de Vengi Bhima I. Segons els poetes de la cort de Vemulavada, el net de Baddega, Narasimha II, va subjugar la regió de Latas, el set Malaves, i al rei gurjara Mahipala. Va aconseguir aquestes victòries al servei del seu sobirà rashtrakuta Indra III.
Arikesari II, el fill de Narasimha II, ves va casar amb dos princeses rashtrakutes, Lokambika i Revakanirmadi (la filla d' Indra III). La seva mare Jakavve era probablement una germana d'Indra III. Diversos èxits militars li són atribuïts. El destacat poeta kannada Pampa fou un poeta de la cort d' Arikesari II i el seu Vikramarjuna Vijaya és una font important de la història de la dinastia.
Arikesari II va ser succeït pel seu fill Vagaraja, qui probablement va morir sense hereu. El tron llavors va passar al seu germanastre petit Bhadradeva. Subsegüentment la dinastia Chalukya de Vemulavada fou deposada pels Chalukya de Kalyani.

## Governants
La següent és una llista dels reis Chalukya de Vemulavada amb un calcul aproximat del períodes del seu regnat:
- Satyashraya (vers 650-675)
- Prithvipathi (vers 675-700)
- Maharaja (vers 700-725)
- Rajaditya (vers 725-750)
- Vinayaditya Yuddhamalla (vers 750-755)
- Arikesari I (vers 775-800)
- Narasimha I (vers 800-825)
- Yuddhamalla II (vers 825-850)
- Baddega Solada-ganda (vers 850-895)
- Yuddhamalla III (vers 895-915)
- Narasimha II (vers 915-930)
- Arikesari II (vers 930-941)
- Vagaraja (vers 941-950)
- Bhadradeva o Baddega-Narasinga (vers 941-946)
- Arikesari III (vers 946-968)